# Provincia de Jost
Jost (en pastún: خوست; en inglés: Khost) es una de las 32 provincias de Afganistán. Está ubicada en el sureste del país.
Su superficie es de 4.151 km².
En 2007, su población era de más de un millón de habitantes.
Su capital es la ciudad de Jost (160 000 hab. en 2007).
Fue parte de la provincia de Paktiyā.
La provincia es montañosa y limita con Pakistán en el este. 
Jost fue la primera ciudad en ser liberada por el gobierno comunista durante la invasión soviética de Afganistán.
En 1986, la CIA (Agencia Central de Inteligencia) de Estados Unidos, construyó en la provincia de Jost un complejo de entrenamiento terrorista y un almacén facilitado por Gulbuddin Hekyatmar, que fue utilizado subsiguientemente por Osama bin Laden (mantenido por la CIA) para entrenar voluntarios de Al Qaeda. Este sitio continuó en operaciones hasta que fue bombardeado por orden del presidente Bill Clinton en agosto de 1998.

## Distritos
Los distritos de la provincia de Jost son:
- Bak
- Gurbuz
- Jaji Maydan
- Khost
- Mando Zayi
- Musa Khel
- Nadir Shah Kot
- Qalandar
- Sabari
- Spera
- Tani
- Tere Zayi

- Datos: Q185752
- Multimedia: Khost Province / Q185752